# 28 Dywizja Piechoty (II RP)
28 Dywizja Piechoty (28 DP) – wielka jednostka piechoty Wojska Polskiego II RP.
W okresie  międzywojennym dowództwo 28 DP stacjonowało w Warszawie. W jej skład w 1923 wchodziły: 15 pp, 36 pp i 72 pułk piechoty.

W czasie kampanii wrześniowej dywizja walczyła w składzie Armii „Łódź”. Od chwili wybuchu wojny biła się na przedpolu głównej linii obronnej w rejonie Wielunia, a później  na pozycji głównej nad Widawką. W odwrocie poniosła duże straty koło Chechła i Ksawerowa. Próbowała przebić się do Warszawy z rejonu Pruszkowa; wycofała się ostatecznie do Modlina, gdzie broniła odcinka „Pomiechówek”.

## Dywizja w latach 1921–1939
28 Dywizja Piechoty została sformowana jesienią 1921 roku, w ramach przejścia Wojska Polskiego z organizacji wojennej na pokojową. Dowództwo 28 DP znajdowało się w Warszawie. W skład dywizji zostały włączone trzy pułki piechoty i pułk artylerii polowej:
- 15 pułk piechoty „Wilków” został wyłączony ze składu 9 Dywizji Piechoty i w dniach 19–21 sierpnia 1921 roku przetransportowany do Dęblina, jako pokojowego garnizonu;
- 36 pułk piechoty w Warszawie został wyłączony ze składu 8 Dywizji Piechoty;
- 72 pułk piechoty został wyłączony ze składu 18 Dywizji Piechoty i w dniach 7–8 października 1921 roku przetransportowany z Brześcia do Warszawy;
- 28 pułk artylerii polowej został utworzony 7 września 1921 roku w Zambrowie, a w dniach 19–21 września 1921 roku przeniesiony do garnizonu Radom.

W latach 1921–1926 dywizja była podporządkowana dowódcy Okręgu Korpusu Nr I.
W 1922 roku 28 pap został dyslokowany z Radomia do Zajezierza pod Dęblinem.
24 kwietnia 1922 roku 72 pp został przeniesiony z Warszawy do Radomia.
W 1932 została zorganizowana kompania telegraficzna 28 DP, w 1937 przemianowana na kompanię łączności 28 Dywizji Piechoty.
Sztab dywizji stacjonował w Warszawie.

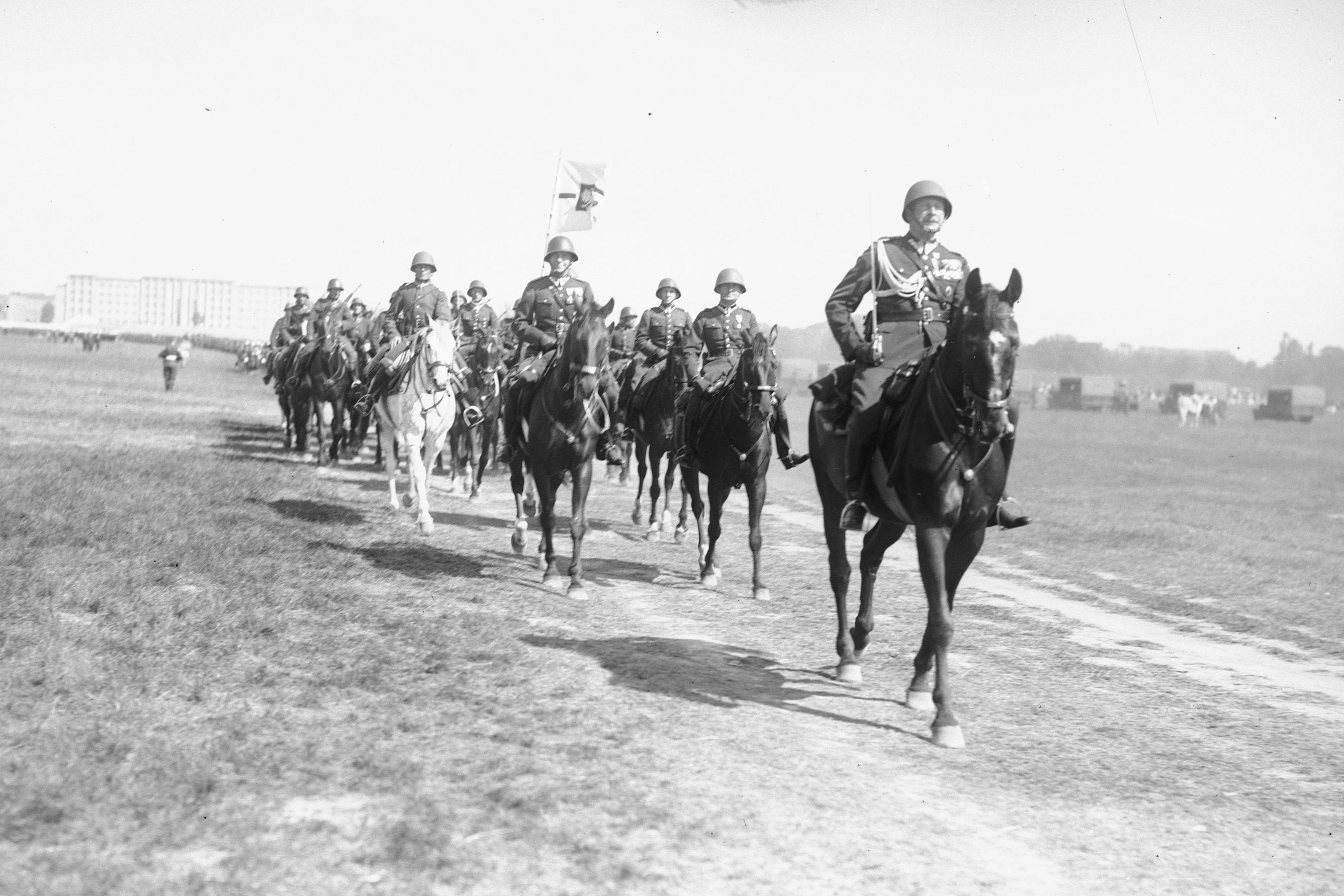
Sztab dywizji podczas defilady[a]
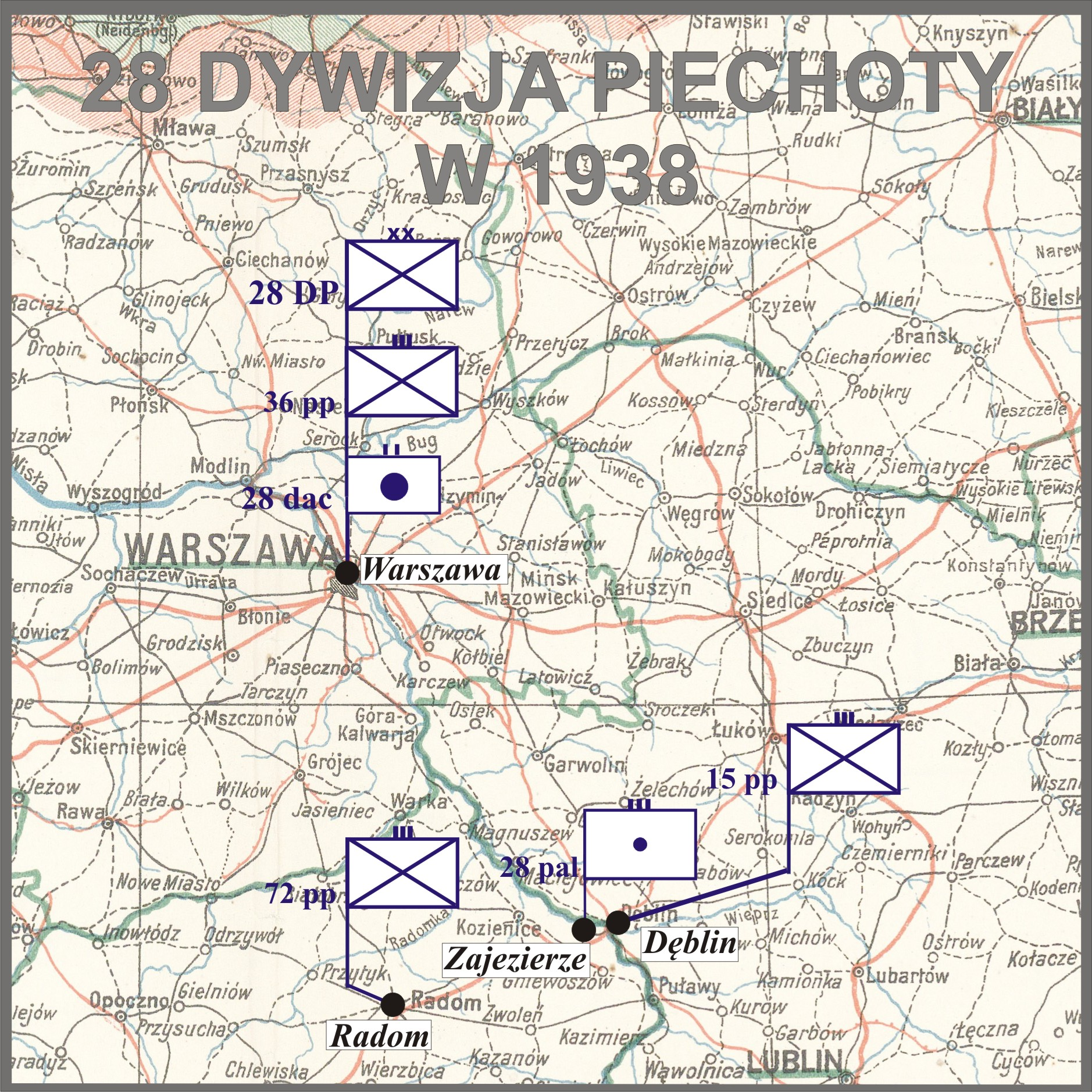
Rozmieszczenie 28 DP w 1938

## Dywizja w kampanii 1939

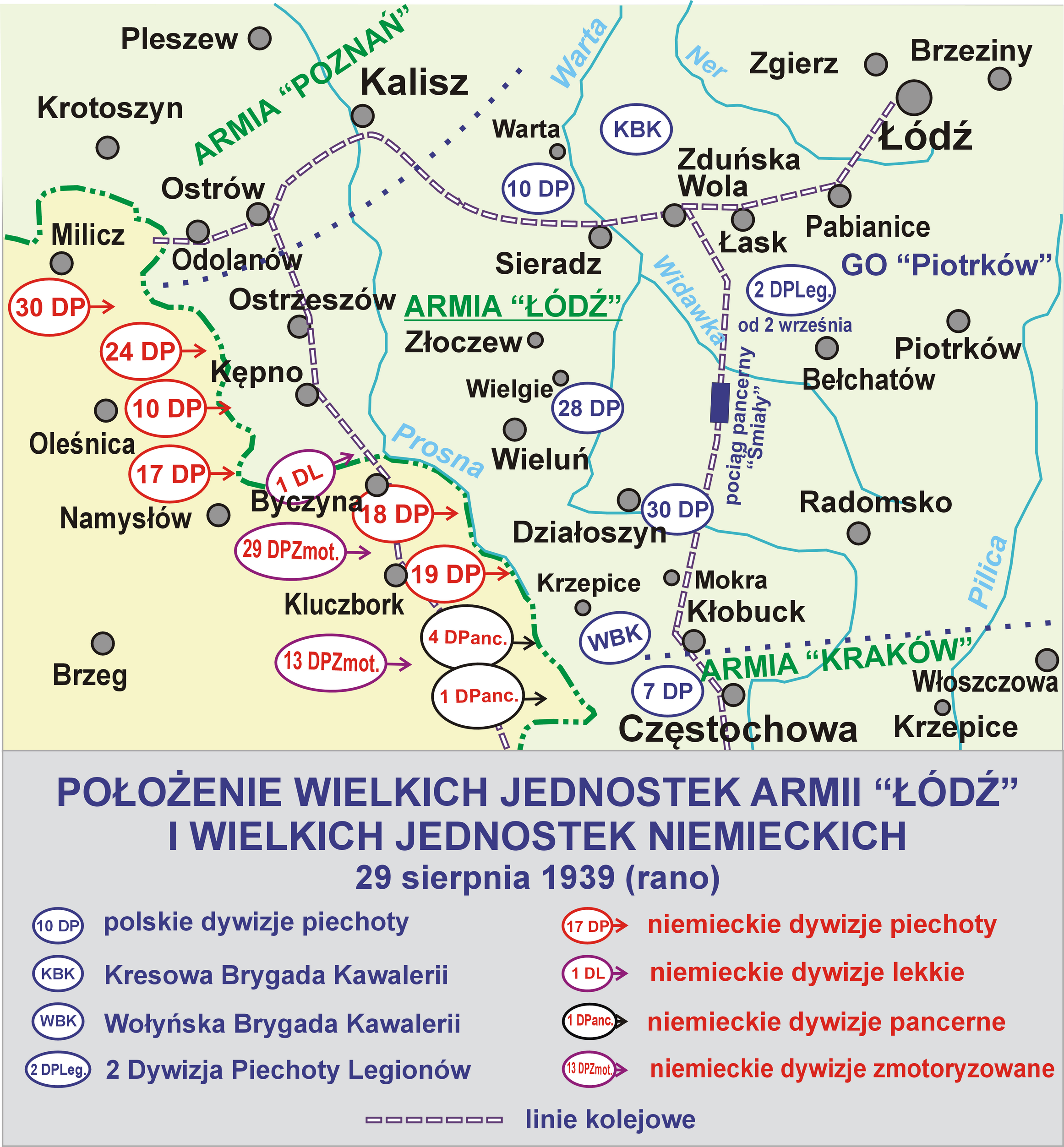
Dywizja walczyła w składzie Armii „Łódź”

28 Dywizja Piechoty pod dowództwem gen. bryg. Władysława Bończy-Uzdowskiego wchodziła w skład Armii „Łódź”.

### Położenie wyjściowe
Dywizja przyjęła ugrupowanie typowe do prowadzenia działań opóźniających. Obsadziła wojskami węzły dróg, wzgórza i kompleksy leśne. Nie przewidywano kontrataków na korzyść oddziału wydzielonego lub sąsiadów. Nastawiano się na działania obronne.
Dywizja wystawiła oddział wydzielony i wysunęła go nad granicę. W jego skład weszły: 36 pułk piechoty z kawalerią dywizyjną, dywizyjna kompania kolarzy i I/28 pułku artylerii lekkiej. O świcie 30 sierpnia OW obsadził rejon pośredni Borowiec – Piskornik, a następnie węzły dróg w miejscowościach: Skomlin, Ożarów, Wierzbie, Dzietrzniki. II/36 pułku piechoty (bez 4 kompanii) z drużyną kolarzy z pułkowej kompanii rozpoznawczej i 2/28 pułku artylerii lekkiej zajął pozycję w miejscowościach Mokrsko – Komorniki. Swoje ubezpieczenia wysłał do Skomlina, Toplina i Wróblewa. I batalion 36 pp z dywizyjną kompanią kolarzy i I/28 pal (bez 2 baterii) zajął stanowiska północ Wierzbie – południe Grębień. Jego 3 kompania obsadziła południowy skraj lasu Ożarów, a kompanię kolarzy Dzietrzniki. 3/36 pp stanowił odwód dowódcy pułku i rozwinął się na południe od Wielunia.

Siły główne dywizji ugrupowane były następująco: 15 pułk piechoty ze 117 dywizyjną kompanią ckm i III/28 pułku artylerii lekkiej bronił się na rubieży: Łagiewniki – Raczyn – Staw; 72 pułk piechoty z II/28 pal i 28 dywizjonem artylerii ciężkiej na rubieży: Masłowice – południowy skraj lasu Kraszkowice.
Na głównej pozycji obrony Strońsko – Chrząstawa pozostał dowódca piechoty dywizyjnej, płk dypl. Broniewski. Do jej rozbudowy i zabezpieczenia wyznaczono po jednej kompanii z każdego pułku piechoty.

### Walki dywizji
1–2 września
Wysunięte nad granicę siły główne Armii „Łódź” nawiązały od 5.00 1 września styczność bojową z przeważającymi siłami nieprzyjaciela w całym pasie działania Armii. W dwudziestokilometrowym pasie działania 28 DP jej 36 pułk piechoty, rozwinięty w lasach na północny zachód od Praszki, odrzucił oddziały rozpoznawcze niemieckiej 18 Dywizji Piechoty i pod wieczór wycofało się przed Wieluń. Pozostałe siły dywizji, ugrupowane obronnie na północny zachód od Wielunia, były w ciągu dnia bombardowane z powietrza. Dopiero wieczorem  prawoskrzydłowy 15 pułk piechoty wzmocniony II/28 pułku artylerii lekkiej odrzucił atakujące go pododdziały niemieckiej 1 DLek.  pod  Łagiewnikami.

2 września rozpoczęła nakazany rozkazem dowódcy Armii odwrót za Wartę. 
3 września
Późnym wieczorem 2 września gen. Bończa-Uzdowski otrzymał rozkaz dowódcy armii o przegrupowaniu i obsadzeniu pozycji głównej na Warcie i Widawce. Dowódca dywizji postanowił wykonać rozkaz w dwóch etapach i wyznaczył jedną rubież pośrednią na Warcie, na której większość sił dywizji miała stawiać opór do zmroku 3 września. Oddziały dywizji otrzymały następujące zadania:
- 36 pp miał pozostać do rana 3 września w rejonie Wielgia, osłonić wycofanie się sił głównych dywizji, po czym odejść na wschodni brzegu Widawki na odcinku Kalinowa – Grabno,
- III/15 pp  miał zorganizować obronę w rejonie Stolca,
- 15 pp wzmocniony dywizjonem artylerii miał obsadzić pośrednią pozycję na Warcie na odcinku Burzenin – Rychłocice, o zmroku 3 września oderwać się od nieprzyjaciela i obsadzić główną pozycję obrony na Warcie i Widawce na odcinku  Strońsko – Górki,
- 72 pp z dywizjonem artylerii w nocy z 2 na 3 września obsadzić pośrednią pozycję obrony na Warcie na odcinku Rychłocice – Konopnica, o zmroku  oderwać się od nieprzyjaciela i obsadzić południowy odcinek dywizji na głównej pozycji obrony.

Około  23.00 dywizja rozpoczęła działania opóźniające. 72 pp wykonał marsz nocny i pierwszy osiągnął odcinek rubieży pośredniej. W tym czasie gdy III/72 pp dochodziły do Rychłocic, nieprzyjaciel zbombardował i zniszczył most na Warcie, a  batalion został zaatakowany przez pancerny oddział rozpoznawczy 1 Dywizji Lekkiej i utracił znaczną część sprzętu i taboru. Wykorzystując uderzenia lotnictwa, oddziały 1 Dywizji Lekkiej w godzinach popołudniowych rozpoczęły natarcie na kierunku  Rychłocic. Zaatakowany II/72 pp odparł niemieckie natarcie i do wieczora 3 września nie dopuścił do sforsowania Warty. O zmroku 72 pp oderwał się od nieprzyjaciela, ześrodkował się w lesie 3 km na wschód od Rychłocic, a w nocy przegrupował się na wschodni brzeg Widawki i obsadził południowy odcinek pasa obrony 28 DP.

Z 15 pułku piechoty doszedł do Warty pod Burzeninem tylko II/15 pp. I/15 pp znajdował się w rejonie Rychłocic, natomiast III/15 pp z 6/28 pal był związany walką o Stolec. Oba te bataliony przybyły na Widawkę dopiero w nocy z 3 na 4 września i zajęły obronę w rejonie Brzeski – Grabia.

Równocześnie pod Burzenin doszły kolumny 36 pułku piechoty. W związku z tym dowódca piechoty dywizyjnej rozkazał II/15 pp maszerować na Widawkę na odcinku pułku Pstrokonie – Górki, a 36 pp przejąć zadania 15 pp.
4 września
Podstawowe siły 28 DP doszły na główną pozycję obrony  w luźnych i przemieszanych grupach dopiero nad ranem 4 września. Szczególnie duże straty poniosły III/72 pp oraz I i III/15 pp. Dywizja ponosiła też straty od ustawicznego bombardowania lotnictwa niemieckiego i od zaskakujących uderzeń czołgów, co spowodowało przemieszanie się pododdziałów z uciekającą masą ludności cywilnej. Dlatego dywizja przejściowo obniżyła swoją gotowość bojową. Maszerujące oddziały pomieszały się z kolumnami cywilnych wozów i pogubiły się, a dowódcy utracili wpływ na przebieg marszu. Dowództwo Armii, dla wzmocnienia jej pozycji obronnych, oddało pod jej rozkazy 4 pułk piechoty z 2 DP Leg.
Po przybyciu na główną pozycję obrony często nie dowodzonych grup o różnych składach stracono sporo czasu na odszukanie się pododdziałów i ujęcie ich w system organizacyjny. Ze względu na duże przemęczenie żołnierzy dywizja była prawie niezdolna do dalszej walki. Także 4 pp z dywizjonem artylerii, który zakończył 70-kilometrowy marsz potrzebował minimum 10 godzin na odpoczynek. Według relacji jednego z oficerów dowództwa armii gen. Bończa-Uzdowski meldował, że jego dywizja jest zdemoralizowana i tak przemęczona, że nie może brać odpowiedzialności za odcinek.
Działanie nieprzyjaciela spowodowały, ze Dywizja miała jednak znaczną swobodę w obsadzaniu głównej pozycji obrony. Niemiecki XIV KZmot dopiero w godzinach popołudniowych nawiązał z nią styczność ogniową. W pierwszym rzucie korpus rozwinął1 DLek. i 13 DZmot. W tej sytuacji przydzielenie 28 DP 20-kilometrowego pasa obrony Pstrokonie – Łazów wymusiło ugrupowania dywizji w jednym rzucie. Na prawym skrzydle bronił się: 15 pp, dalej 36 i 72 pp. Pułki przyjęły ugrupowanie dwurzutowe. Stanowisko dowodzenia dywizji rozwinęło się w Grabnie.
| Wyszczególnienie                         | Wojska 28 DP | Wojska XIV KZ | Stosunek sił |
| ---------------------------------------- | ------------ | ------------- | ------------ |
| Bataliony piechoty                       | 9            | 13            | 1:1,4        |
| Działa przeciwlotnicze                   | 4            | 24            | 1:6          |
| Działa przeciwpancerne                   | 27           | 120           | 1:4,6        |
| Działa i moździerze do ognia pośredniego | 66           | 194           | 1:2,9        |
| Granatniki 46 i 50 mm                    | 81           | 126           | 1:1,6        |
| Czołgi                                   |              | 248           | 0:248        |

Po południu w pasie obrony dywizji rozpoczęły działania pododdziały rozpoznawcze XIV KZmot. Dowódca II/15 pp ugrupował obronnie 6 kompanię w rejonie Pstrokonie – Zapolice. 36 pułk piechoty zwalczał samochody i czołgi rozpoznawcze w rejonie Widawy, a 72 pp wieczorem walczył z oddziałem rozpoznawczym. W tym czasie siły główne XIV KZmot rozwijały się w rejonach wyjściowych do natarcia.
5 września
5 września na odcinku obrony dywizji niemiecki XIV Korpus zachowywał się dosyć biernie. Artyleria korpusu pokrywała silnymi nawałami ogniowymi w ciągu całego dnia pozycje obronne dywizji. Późnym wieczorem gen. Bończa-Uzdowski otrzymał rozkaz nakazujący odwrót 28 DP do rejonu Ostrów – Gucin na południowy wschód od Łaska, a stanowisko dowodzenia dywizji miał rozwinąć w Chechle. Oddziały dywizji rozpoczęły przegrupowanie dopiero o północy, pozostawiając na głównej pozycji obrony stałe ubezpieczenia.
6 września
Zgodnie z otrzymanym rozkazem dywizja przegrupowywała się na odległą o 30 km rzekę Grabię w pas obrony Ldzań – Mierzączka. Po zerwaniu styczności ogniowej z XIV KZmot jej oddziały zajmowały kolejno rejony: 15 pp – las Ostrów,  36 pp – m. Mauryca i las koło Teodory, 72 pp – m. Gucin i las m. Stary Dwór. Mało operatywne dowodzenie oddziałami w czasie marszu spowodowało, że 36 pp i 72 pp przybyły za późno w nakazane rejony, ale nie przyjęły ugrupowania obronnego. Stanowisko dowodzenia dywizji rozwinęło się w odległości 10 km od pułków w m. Chechło. Nie nawiązano też łączności z sąsiednią 2 DP, której sztab stacjonował nieopodal.
Około 22.00 sztab dywizji wydał rozkaz bojowy na marsz.  15 pułk piechoty miał przegrupować się i zająć obronę w zachodniej części Pabianic, a z 7 na 8 września maszerować dalej do rejonu Lipiny na zachód od Brzezin; 36 pp miał przegrupować się i zająć obronę las Góry Wolskie, zamykając kierunek Dłutów – Pabianice. III/36 pp  miał zająć obronę w rejonie Petrykóz oraz nawiązać łączność z 2 DP w rejonie Lublinka, a w nocy przegrupować się w rejon Poćwiardówka – zach. Wola Cyrusowa; 72 pp o świcie 7 września miał przejść w rejon Pabianic z zadaniem osłony przegrupowania dywizji.
7 września
7 września 28 DP obsadziła pozycje obronne pod Pabianicami. 
Zasadnicze siły dywizji broniły się na rubieży: III/36 pp z plutonem artylerii piechoty na północ od Pabianic.15 pp z II/28 pal – w pierwszym rzucie: I i III/15 pp, na zachodnim skraju Pabianic, natomiast III/15 pp w odwodzie; 36 pp (bez III/36 pp) z I/28 pal obsadził I/36 pp Bychlewo, który zamykał kierunek Dłutów – Pabianice, a II/36 pp rozmieścił w rejonie Gór Wolskich jako odwodowy. Przegrupowujący się 72 pp z III/28 pal z Gucina około południa osiągnął rejon lasów Róża – Dąbrowa. Stanowisko dowodzenia dywizji rozwinięto w Starowej Górze.
Na kierunku Łask – Pabianice nacierała niemiecka 17 DP gen. Locha, w składzie której do ataku na miasto został wyznaczony słynny później pułk zmotoryzowany SS Leibstandarte Adolf Hitler. Pabianic bronił bezpośrednio 15 pułk piechoty. Walka była bardzo zacięta z dużymi stratami po obu stronach i trwała aż do godzin wieczornych. Niemcy w pewnym momencie dotarli do centrum miasta, jednak zostali odrzuceni przez polskie kontruderzenie. 15 pp utrzymał swoje pozycje, zadając Niemcom duże straty, zwłaszcza w broni pancernej. Niestety jednocześnie – po odejściu z północnego skrzydła 2 DP Leg. – w wolne miejsce weszły niemieckie oddziały i przedarły się na tyły dywizji. Na południowym skrzydle 72 pp zmuszony został do ataku pod Chechłem. Odebrał Niemcom wieś, ale w wyniku niemieckiego kontrataku poniósł takie straty, że właściwie przestał istnieć. W związku z tym dowódca 28 DP wydał rozkaz do przegrupowania dywizji, co oznaczało wycofanie oddziałów z rejonu Pabianic. 15 pp po podjęciu wieczorem odwrotu, natknął się na Niemców pod Ksawerowem i poniósł znaczne straty. 
8 września
Poniesione straty w walkach oraz 40-kilometrowe przegrupowanie w rejon na zachód od Woli Cyrusowej bardzo poważnie osłabiły gotowość bojową dywizji. Po marszu dywizja przyjęła następujące ugrupowanie: 15 pp (bez rozbitego III/15 pp) z II/28 pal w godzinach popołudniowych ześrodkował się w rejonie: Dąbrówka – Jabłonów – południowy skraj Woli Cyrusowej; 36 pp z I/28 pal w rejonie: lasy na zachód od Woli Cyrusowej –  Poćwiardówka – Lipiny; I/36 pp około 13.00 w rejonie Poćwiardówki; II/36 pp w godzinach popołudniowych przybył w rejon lasu Wola Cyrusowa; III/36 pp rano był w rejonie Lipin. Tutaj przybył również II/72 pp por. Rzepki, 28 dac i rozbitkowie z 30 pp.
W tym czasie dowódca III/36 pp otrzymał zadanie od dowódcy dywizji: przejść do lasu Wola Cyrusowa i wesprzeć Wołyńską BK. Batalion na pole walki nie zdążył.
Około godz. 15.00 oddziały niemieckiej 10 DP uderzyły na 36 pułk piechoty i Wołyńską Brygadę Kawalerii. Przemieszane bataliony 36 pp wykonały kontratak i we współdziałaniu z Wołyńską Brygadą Kawalerii załamały natarcie. Niemcy wznowili ostrzał artyleryjski, wykorzystali też uderzenia lotnicze do obezwładnienia polskich oddziałów. W tym też czasie dowódca 28 DP nakazał przemieścić stanowisko dowodzenia na wschodni brzeg Mrogi oddalając je znacznie od oddziałów dywizji. Około 17.00 gen. Bończa-Uzdowski przekazał dowodzenie rzutem bojowym dowódcy piechoty dywizyjnej  płk. Broniowskiego i nakazał mu maszerować na Rawę Mazowiecką, a później na przeprawy pod Górą Kalwarią. Sam udał się do Warszawy, do gen. Rómmla.
O 17.30, po uprzednim przygotowaniu artyleryjskim, niemiecka 10 DP głównymi siłami przeszła do natarcia, a oddziały 28 DP rozpoczęły działania opóźniające w kierunku na most w Kołacinie. Artyleria dywizyjna 28 DP opuściła stanowiska ogniowe na skraju lasu Wola Cyrusowa i przez Kołacin przeprawiły się na wschodni brzeg Mrogi. Dowódca II/36 pp zorganizował zbiorczy batalion o stanie osobowym około 150 żołnierzy, którym zajął obronę mostu  na zachodnim brzegu Mrogi. Do 20.00 przez most w Kołacinie przeprawiły się wraz z taborami: Wołyńska Brygada Kawalerii, 28 i 30 DP. Około 22.30 II/36 pp dołączył do pułku na wschodnim brzegu Mrogi. Późno po północy do sztabu dywizji wpłynął rozkaz dowódcy GO, gen. Thommee, nakazujący przegrupowanie 28 DP do rejonu Mokrej Lewej, po marszrucie Trzcianka – Bobrowa. 
9 września
We wczesnych godzinach rannych rozpoczęła przegrupowanie po marszrucie: Trzcianka – Bobrowa – Chlebów – Maków – Mokra Lewa. Od wschodniego brzegu Trzcianki na odcinku około 20 km przegrupowywała się tą samą marszrutą co maszerowała 2 DP. Ze względu na duże wyczerpanie fizyczne stanów osobowych w oddziałach wystąpiło zjawisko rozpraszania się pododdziałów i kolumn marszowych.
Około 10.00 większość oddziałów dywizji ześrodkowała się w lesie na południe Mokrej Lewej. W rejonie ześrodkowania oddziały wystawiły ubezpieczenia bojowe, a  obronę przeciwpancerną stanowiła artyleria, którą wykorzystano do strzelania na wprost. Kwatermistrzostwo 28 DP dowiozło z płonących Skierniewic pewną ilość produktów żywnościowych. Także okoliczna ludność dostarczyła trochę żywności. Pozwoliło to na wydanie żołnierzom posiłku.
Stanowisko dowodzenia 28 DP planowano rozwinąć w Woli Makowskiej. Przed Makowem w kolumnie marszowej dywizji wybuchła strzelanina. Zapadła decyzja rozwinięcia stanowiska dowodzenia w Mokrej Lewej. W nowym miejscu zebrała się tylko część oficerów sztabu.
Około 17.00 9 września skład bojowy oddziałów 28 DP przedstawiał się następująco: 36 pp miał w I i II batalionie po 250 żołnierzy, a w II batalionie około 350 żołnierzy, uzbrojenie  ciężkie – 7 ckm i 2 moździerze 81 mm; dowódca 72 pp zebrał 6 oficerów i około 250 żołnierzy. Z tego stanu odtworzył I/72 pp w składzie trzech kompanii, batalion ten posiadał kilka ckm, 2 działa przeciwpancerne i 2 kuchnie; 15 pp posiadał dwa bataliony po około 250 żołnierzy; kawaleria dywizyjna; 28 batalion saperów; 28 dac; z 28 pal przybyły 1 i 2 bateria (mające tylko 1 działon) oraz 3 i 9 bateria.
W sumie 28 DP miała już tylko 6 słabych batalionów piechoty i około 15 dział artyleryjskich do strzelania z zakrytych stanowisk ogniowych.
10 września
10 września dostała kolejny rozkaz zmiany drogi odwrotu i teraz zmierzała na Warszawę przez Grodzisk Mazowiecki i Pruszków. Jednak mimo początkowych sukcesów zabrakło jej sił, aby przebić się przez niemieckie pozycje obsadzone przez oddziały XI i XVI Korpusów Pancernych. 
12 września
Nocą z 11 na 12 września dywizja dokonała 25-kilometrowego przegrupowania dywizji z lasu na zachód od Żyrardowa do Brwinowa. Dalszą drogę marszu zagrodził dywizji w rejonie Pruszkowa niemiecki  6 batalion saperów z 4 DPanc. Zajmował on dominujące fałdy terenowe, a w głębi niemieckiego kordonu były ześrodkowane główne siły 4 DPanc. Na południe od 28 DP, w rejonie Nadarzyna i  Siestrenia, ześrodkowała się niemiecka 31 DP.

O świcie awangarda 30 DP w składzie III/36 pp i pluton artylerii piechoty wkroczyła do Brwinowa. Tu została zatrzymana ogniem ckm z rejonu dworca kolejowego. W tej sytuacji dowódca 36 pp, ppłk Ziemski, rozwinął I i II/36 pp i z marszu przeszedł do natarcia. I/36 pp mjr. Piekarniaka nacierał wzdłuż zabudowań, a II/36 pp mjr. Kuleszy wzdłuż toru kolejowego. Około  6.30 pułk zajął Brwinów. 
Wykorzystując sukces, dowódca dywizji płk dypl. Broniowski, zdecydował rozwinąć natarcie dywizji w kierunku Pruszków – Włochy w celu osiągnięcia Warszawy.
W pierwszym rzucie nakazał nacierać 36 pp wzmocnionym kompanią 72 pp. 15 pp miał osłaniać natarcie 36 pp z kierunku zachodniego, a po opanowaniu Parzniewa przesuwać wzdłuż toru kolejowego ubezpieczając 36 pp z kierunków Milanówka i Podkowy Leśnej. O  8.00 dowódca 36 pp, ppłk dypl. Ziemski postawił dowódcom batalionów zadania bojowe. Pułk przyjął dwurzutowe ugrupowanie bojowe. I/36 pp jako prawoskrzydłowy miał nacierać na Helenów, a następnie południowym skrajem Pruszkowa.  II/36 pp jako lewoskrzydłowy uderzał na Parzniew i dalej na dworzec w Pruszkowie. Drugi rzut stanowić miał III/36 pp z podporządkowaną kompanią 72 pp.

W czasie organizacji natarcia na stanowisko dowodzenia 28 DP przyjechał  dowódca GO, gen. Thommee. Uzupełnił on rozkaz dowódcy dywizji o stwierdzenie: w wypadku nieudania się akcji dywizji przebicia się na Warszawę wycofać się do lasów Puszczy Kampinoskiej, skąd przewiduje się przejście ewentualnie do Modlina. Jeżeli to będzie możliwe, oderwanie się od npla i przejście do Puszczy Kampinoskiej wykonać dopiero pod osłoną nocy. 
Około 9.30 bataliony 36 pp uderzyły na pozycje 6 batalion saperów niemieckiej 4 DPanc. Ze względu na brak odpowiedniego wsparcia artyleryjskiego, ich natarcie zostało załamane. Około 13.00 w rejon Helenowa przybył oddział niemieckiej piechoty zmotoryzowanej, a około 15.30 z rejonu Pruszkowa ruszyło niemieckie natarcie na Brwinów. Żołnierze 4/36  pułku po ciężkiej walce dostali się  do niewoli. Kolejne uderzenia Niemców spowodowały, ze polska dywizja znalazła się w półokrążeniu. Dowódca dywizji zdecydował sie na marsz w kierunku: Błonie, Puszcza Kampinoska i Modlin. Około 21.30 w rejonie folwarku Brwinów ześrodkowała się mocno wykrwawiona 28 DP w składzie: 36 pp mający w I i II batalionie po 150 żołnierzy, a w II batalionie tylko 40 żołnierzy; z 15 pp przybył jedynie I batalion w sile około 200 żołnierzy, a z 72 pp około 50 żołnierzy. Wydany został rozkaz: Pozostawić wszystkie tabory, jaszcze, samochody itp., a tylko z ludźmi i najbliższymi taborami resztki naszej 28 DP mają wycofać się na Błonie i dalej do Puszczy Kampinoskiej [...] . 36 pp maszeruje w straży przedniej, którą osobiście prowadzi dowódca 36 pp. Wymarsz 28 DP około godz. 22.45. 

13 września zmieniła kierunek odwrotu na Modlin, gdzie – po dotarciu następnego dnia – jej oddziały obsadziły odcinek „Pomiechówek”. Dopiero 19 września do Modlina dotarł 15 pp. 28 DP uczestniczyła w obronie Twierdzy Modlińskiej do jej kapitulacji 29 września.

### Obsada personalna Kwatery Głównej 28 DP
Obsada personalna Kwatery Głównej 28 DP
- dowódca dywizji – gen. bryg. Władysław Bończa-Uzdowski
- oficer ordynansowy – ppor. rez. Tadeusz Poniatowski
- I dowódca piechoty dywizyjnej – płk dypl. Stefan Broniowski
- II dowódca piechoty dywizyjnej – płk dypl. Aleksander Wacznadze
- oficer sztabu dowódcy piechoty dywizyjnej – mjr piech. Władysław Naprawa (od 8 do 15 IX szef sztabu)
- dowódca artylerii dywizyjnej – płk art. dr Włodzimierz Dembiński
- oficer sztabu dowódcy artylerii dywizyjnej – kpt. Alojzy Zakrzewski
- oficer sztabu dowódcy artylerii dywizyjnej – kpt. adm. (art.) Bolesław Jan Ostrowski †1940 Katyń[34]
- oficer sztabu dowódcy artylerii dywizyjnej – kpt. Jan Stanisław Kostka
- dowódca saperów – kpt. Józef Solecki
- szef sztabu – ppłk dypl. Albin Habina (do 8 IX i od 16 IX)
- oficer operacyjny – kpt. dypl. Jan Ksawery Rześniowiecki
- pomocnik oficera operacyjnego – kpt. art. Henryk Chocianowicz
- oficer informacyjny – kpt. adm. (piech.) Wacław Bagiński
- pomocnik oficera informacyjnego – por. Stefan Feliks Siliński
- dowódca łączności – kpt. René Marian Maksymilian Machalski
- kwatermistrz – kpt. dypl. Aleksander Żmichowski (12 IX ranny w Brwinowie)
- pomocnik kwatermistrza – kpt. Stanisław Dutkiewicz †12 IX 1939 Brwinów
- szef służby zdrowia – mjr lek. dr Tadeusz Radwański
- szef służby uzbrojenia – kpt. uzbr. Teodor Winiarczyk (niemiecka niewola[35] )
- szef służby intendentury – kpt. int. z wsw inż. Jan Ogarzewski (Armia Krajowa)
- dowódca taborów i szef służby taborowej – kpt. tab. Antoni Bogusław Konopko (niemiecka niewola[35] )
- szef służby sprawiedliwości – mjr aud. dr Józef Mitowski
- szef służby duszpasterstwa – kpl. rez. ks. Edward Frąckowiak
- komendant Kwatery Głównej – mjr piech. st. sp. Adam Nebelski †29 V 1943 Warszawa[35]

### Organizacja wojenna
Planowana organizacja wojenna 28 DP w kampanii wrześniowej. W nawiasach podano nazwy jednostek mobilizujących.
- Kwatera Główna 28 Dywizji Piechoty
- 15 pułk piechoty (Dęblin)
- 36 pułk piechoty (Warszawa)
- 72 pułk piechoty (Radom)
- 28 pułk artylerii lekkiej (Zajezierze k. Dęblina)
- 28 dywizjon artylerii ciężkiej
- 28 batalion saperów
- bateria artylerii przeciwlotniczej motorowa typ A nr 28 – por. Marian Ostaszewski
- kompania telefoniczna 28 DP
- pluton łączności Kwatery Głównej 28 DP
- pluton radio 28 DP
- drużyna parkowa łączności 28 DP
- szwadron kawalerii dywizyjnej nr 28 – mjr Jan K. Motz
- kompania kolarzy nr 13 (36 pp) – por. Anatol Trusow
- samodzielna kompania karabinów maszynowych i broni towarzyszących nr 14 (15 pp)
- kompania sanitarna nr 103 – dowódca plutonu – ppor. lek. Tadeusz Jankowski
- park intendentury nr 103

## Obsada personalna dowództwa dywizji
Dowódcy dywizji

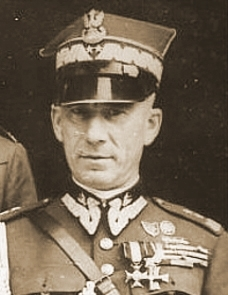
Mieczysław Norwid-Neugebauer

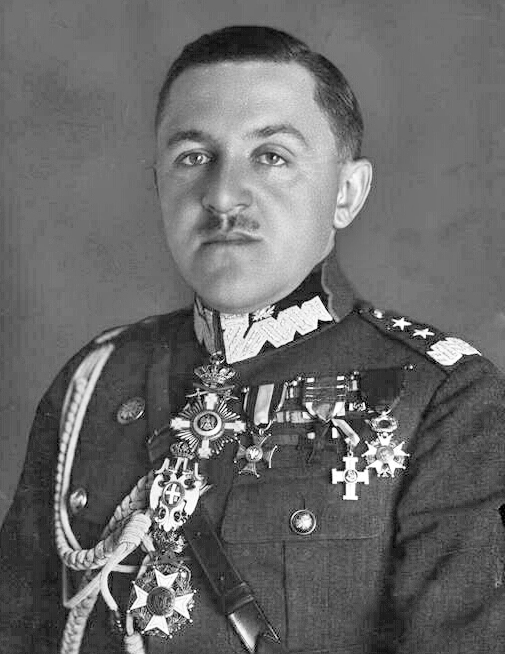
Tadeusz Piskor

- gen. bryg. Mieczysław Norwid-Neugebauer (7 VIII 1921 – 10 XII 1923 → szef Departamentu VII M.S.Wojsk[36].)
- płk piech. Bolesław Kraupa (10 XII 1923 – 15 III 1924)
- gen. dyw. Kazimierz Dzierżanowski (III 1924 – 20 X 1925)
- gen. bryg. Tadeusz Ludwik Piskor (23 X 1925 – 19 VI 1926 → szef Sztabu Generalnego[37])
- gen. bryg. Romuald Dąbrowski (9 VIII 1926[38] – 17 III 1927)
- gen. bryg. Władysław Bończa-Uzdowski (17 III 1927 – 30 IX 1939)

Dowódcy piechoty dywizyjnej
- płk piech. Bolesław Zaleski (1921 – 31 X 1921)
- płk piech. Romuald Dąbrowski (1 XII 1923[39] – 9 VIII 1926 → dowódca 28 DP)
- płk piech. Romuald Żurakowski (21 VIII 1926[40] – 3 VIII 1931 → pomocnik dowódcy OK I ds. uzupełnień[41])
- płk dypl. Adam Brzechwa-Ajdukiewicz (3 VIII 1931 – III 1938 → dowódca 26 DP)
- płk dypl. Stefan Broniowski (III 1938 – IX 1939)

II dowódcy piechoty dywizyjnej
- płk dypl. Aleksander Wacznadze

Szefowie sztabu
- mjr SG Mieczysław Mozdyniewicz (IX 1921 – 15 X 1923 → Oddział I SG)
- mjr / ppłk SG Franciszek Dudziński (15 X 1923 – 5 I 1926 → szef Oddziału Wyszkolenia Sztabu DOK I)
- ppłk SG Feliks Kwiatek (1 I – 24 X 1926 → Oddział I SG)
- mjr SG Józef Sierosławski (24 X 1926[42] – 31 X 1928 → PUWFiPW)
- mjr dypl. piech. Adam Rudnicki (31 X 1928 – 28 I 1931 → dowódca baonu w 57 pp)
- mjr dypl. piech. Jan Grudzień (26 III 1931[43] – 1 X 1932 → dyspozycja szefa SG[44])
- mjr dypl. piech. Stefan Loth (1 XI 1932 – 7 VI 1934 → GISZ)
- mjr dypl. art. Józef Kaiser (od VI 1934)
- ppłk dypl. piech. Albin Habina (23 X 1937 – IX 1939)
- mjr piech. Władysław Naprawa (8–15 IX 1939)

### Obsada personalna w marcu 1939 roku
Ostatnia „pokojowa” obsada personalna dowództwa dywizji:
| Stanowisko                   | Stopień, imię i nazwisko               |
| ---------------------------- | -------------------------------------- |
| dowódca dywizji              | gen. bryg. Władysław Bończa-Uzdowski   |
| dowódca piechoty dywizyjnej  | płk dypl. piech. mgr Stefan Broniowski |
| dowódca artylerii dywizyjnej | płk art. dr Włodzimierz Dembiński      |
| szef sztabu                  | ppłk dypl. Albin Habina                |
| I oficer sztabu              | kpt. dypl. Aleksander Żmichowski       |
| II oficer sztabu             | kpt. adm. (piech.) Wacław Bagiński     |
| komendant rejonu PW konnego  | mjr kaw. Mieczysław Badowski           |
| dowódca łączności            | mjr łączn. Wacław Walknowski           |
| oficer taborowy              | kpt. tab. Antoni Bogusław Konopko      |
| oficer intendentury          | kpt. int. inż. Jan Ogarzewski          |

### Żołnierze Dywizji (w tym OZ) – ofiary zbrodni katyńskiej
Biogramy zamordowanych znajdują się na stronie internetowej Muzeum Katyńskiego
| Nazwisko i imię            | stopień              | zawód             | miejsce pracy przed mobilizacją | zamordowany |
| -------------------------- | -------------------- | ----------------- | ------------------------------- | ----------- |
| Kuliński Tadeusz Stanisław | podporucznik rezerwy | inżynier elektryk |                                 | Charków     |
| Szerszeniewicz Michał Jan  | kapitan              | żołnierz zawodowy | (e)                             | Charków     |